# About Damn Time
«About Damn Time» es una canción de la cantante y rapera estadounidense Lizzo, lanzado el 14 de abril de 2022 a través del sello discográfico Nice Life Recording Company e Atlantic Records como el primer sencillo de su futuro álbum de estudio Special (2022). Breve tiempo después de su lanzamiento la canción se convirtió viral en la plataforma de vídeos cortos TikTok. Plataforma que le sirvió como empuje al éxito comercial de la canción.
El vídeo musical fue lanzado el 14 de abril de 2022. El mismo le supuso una vuelta al éxito comercial, tras su éxito en TikTok. Alcanzó el puesto seis en el Billboard Global 200, siendo su segunda entrada en la lista y primera canción que consigue el top 10 desde que se publica la lista. La canción también consiguió el top 10 en la lista Billboard Global 200 Excl. US llegando a la posición número ocho.
Alcanzó la primera posición en Estados Unidos, siendo la posición más alta de una canción de la cantante desde 2019 con «Truth Hurts» que encabezó la lista en junio de ese mismo año. Además de llegar a posicionarse en el top 10 de nueve países más entre ellos Nueva Zelanda, Australia y México.

## Vídeo Musical
El vídeo de la canción acredita a Christian Breslauer como director. En este Lizzo huye de un grupo de apoyo llamado Stressed & Sexy, Estresado y Sexi en Español. 
En eso el atuendo de Lizzo cambia de un chándal a un traje quell cuál aparece en la portada del vídeo en YouTube para ver a la cantante en las próximas escenas bailando por los pasillos y habitaciones en una sala iluminada con ambientación de discoteca con una bola brillante colgante haciendo referencia concuerdo a su traje de brillantes y el sonido retro de la canción a las discotecas setenteras mientras camina sobre el agua de una piscina de natación.

## Posicionamiento en listas
| País           | Lista                         | Mejor posición | Ref.    |
| Mundial        | Mundial                       | Mundial        | Mundial |
| -------------- | ----------------------------- | -------------- | ------- |
| Mundo          | Billboard Global 200          | 6              | [ 5 ]   |
| Mundo          | Billboard Global 200 Excl. US | 8              | [ 8 ]   |
| África         |                               |                |         |
| Sudáfrica      | RISA                          | 19             | [ 9 ]   |
| América        |                               |                |         |
| Argentina      | Billboard Argentina Hot 100   | 50             | [ 10 ]  |
| Canadá         | Billboard Canadian Hot 100    | 2              | [ 11 ]  |
| Estados Unidos | Billboard Hot 100             | 1              | [ 12 ]  |
| México         | Billboard Mexican Airplay     | 2              | [ 13 ]  |
| Asia           |                               |                |         |
| Corea del Sur  | Gaon                          | 116            | [ 14 ]  |
| Filipinas      | Billboard                     | 12             | [ 15 ]  |
| Líbano         | OLT20                         | 17             | [ 16 ]  |
| Malasia        | RIM                           | 16             | [ 17 ]  |
| Singapur       | RIAS                          | 14             | [ 18 ]  |
| Japón          | Hot Overseas                  | 6              | [ 19 ]  |
| Europa         |                               |                |         |
| Alemania       | Official German Charts        | 34             | [ 20 ]  |
| Austria        | Ö3 Austria Top 40             | 23             | [ 21 ]  |
| Bélgica        | Flandes Ultratop 50           | 2              | [ 22 ]  |
| Bélgica        | Wallonia Ultratop 50          | 3              | [ 23 ]  |
| Croacia        | HRT                           | 4              | [ 24 ]  |
| Dinamarca      | Tracklisten                   | 14             | [ 25 ]  |
| Francia        | SNEP                          | 60             | [ 26 ]  |
| Grecia         | IFPI                          | 12             | [ 27 ]  |
| Hungría        | MHS Dalok Top 40              | 22             | [ 28 ]  |
| Hungría        | MHS Stream Top 40             | 11             | [ 29 ]  |
| Islandia       | Tönlistinn                    | 2              | [ 30 ]  |
| Irlanda        | IRMA                          | 2              | [ 31 ]  |
| Italia         | FIMI                          | 30             | [ 32 ]  |
| Lituania       | AGATA                         | 6              | [ 33 ]  |
| Países Bajos   | Top 100 Sencillos             | 17             | [ 34 ]  |

## Formato

### Descarga digital y streaming
Edición Sencillo

| N.º | Título            | Duración |  |
| 1.  | «About Damn Time» | 3:11     |  |

Edición Special
| N.º | Título            | Duración |  |
| 1.  | «Grrrls»          | 2:00     |  |
| 2.  | «About Damn Time» | 3:11     |  |